# مازون
مازون یک استان ساسانی در دوران باستان متأخر بود که امروزی بحرین، قطر، امارات متحده عربی و نیمه شمالی عمان را در بر می‌گیرد. این استان به عنوان یک پاسگاه ساسانی خدمت می‌کرد و نقش مهمی در تلاش‌های ساسانیان برای به دست آوردن کنترل بازرگانی در اقیانوس هند و تسلط بر مناطق ثروتمند حضرموت و یمن داشت.
این استان در سده ششم به دست دست‌نشاندگان ساسانیان به نام لخمیان اداره می‌شد.